# Gregorio Carafa
Gregorio Carafa (Caulonia, 17 de marzo de 1615-La Valetta, 21 de julio de 1690) fue un  Gran maestre de la Orden de Malta.
Nacido en Calabria, su familia estaba emparentada con los príncipes de Roccella y la de los Carafa (la del papa Paulo IV, entre otros) y de la que más tarde también sería gran maestre de la Orden de Malta Bartolomeo Carafa della Spina.
Al entrar en la orden, destacó por sus cualidades militares y lo nombraron general de flota ya en 1654, saliendo más tarde victorioso durante la Batalla de Dardanelos de 1656.
En Malta más tarde, sería recordado como gran protector y mecenas, avalando la obra de Mattia Preti, entre otros.
Sus restos descansan en la Concatedral de San Juan (La Valeta).